# Macbeth (film, 1915)
Pour plus de détails, voir Fiche technique et Distribution.
Macbeth est une adaptation muette de la pièce de théâtre Macbeth de William Shakespeare, réalisé par Charles Le Bargy en 1915 C'est la sixième adaptation cinématographique de cette pièce.

## Fiche technique
- Titre : Macbeth
- Réalisation : Charles Le Bargy
- Scénario : d'après la pièce éponyme de William Shakespeare (1611 ?), dans sa traduction de Maurice Maeterlinck
- Sociétés de production et de distribution : Société Française des Films Eclair
- Pays de production :  France
- Langue des intertitres : français
- Format : 35 mm, 1,33:1, Noir et blanc, muet
- Genre : tragédie
- Longueur : 985 m, 3 bobines / durée : 55 minutes environ
- Date de sortie :
  - France : 31 décembre 1915
  - Pays-Bas : 16 mars 1917

## Acteurs
- Séverin-Mars : Macbeth
- Georgette Leblanc : Lady Macbeth
- Pierre Alcover
- Julien Duvivier : Donalbain

## Autour du film
- Les prises de vue ont eu lieu à l'Abbaye Saint-Wandrille de Fontenelle

## Source de la traduction
- (en) Cet article est partiellement ou en totalité issu de l’article de Wikipédia en anglais intitulé « Macbeth (1915 film) » (voir la liste des auteurs).